# Ousende (Lugo)
Ousende (llamada oficialmente Santa María de Ousende) es una parroquia y un caserío español del municipio de Saviñao, en la provincia de Lugo, Galicia.

## Límites
Limita con las parroquias de Iglesiafeita y Broza al norte, Martín y Fiolleda al este, Tor y Tuiriz al sur y Seteventos y Abuíme al oeste.

## Organización territorial
La parroquia está formada por veintisiete entidades de población, constando dieciocho de ellas en el nomenclátor del Instituto Nacional de Estadística español:

### Entidades de población
Entidades de población que forman parte de la parroquia:
- A Casa da Lama
- A Casa do Mazo
- A Casanova
- Aiaz (A Az)
- Albín
- A Retorta
- As Campazas
- As Casasnovas (As Casas Novas)
- As Pedreiras
- A Toxeira
- Carballiño (O Carballiño)
- Casa de Abaixo
- Casavedra
- Casribeira
- Lamapereira
- Lamas
- Montecelos
- Navallos
- Os Carrís
- Ousende
- Outeiriños
- Outeiro
- Pacios
- Vilameá

### Despoblados
Despoblados que forman parte de la parroquia:
- A Cal
- A Piteira
- Os Amieiros

## Demografía

### Parroquia
| Gráfica de evolución demográfica de Ousende (parroquia) entre 2000 y 2021 |
|                                                                           |
| Datos según el nomenclátor publicado por el INE.                          |

### Caserío
| Gráfica de evolución demográfica de Ousende (caserío) entre 2000 y 2021 |
|                                                                         |
| Datos según el nomenclátor publicado por el INE.                        |